# 富士電機システムズ

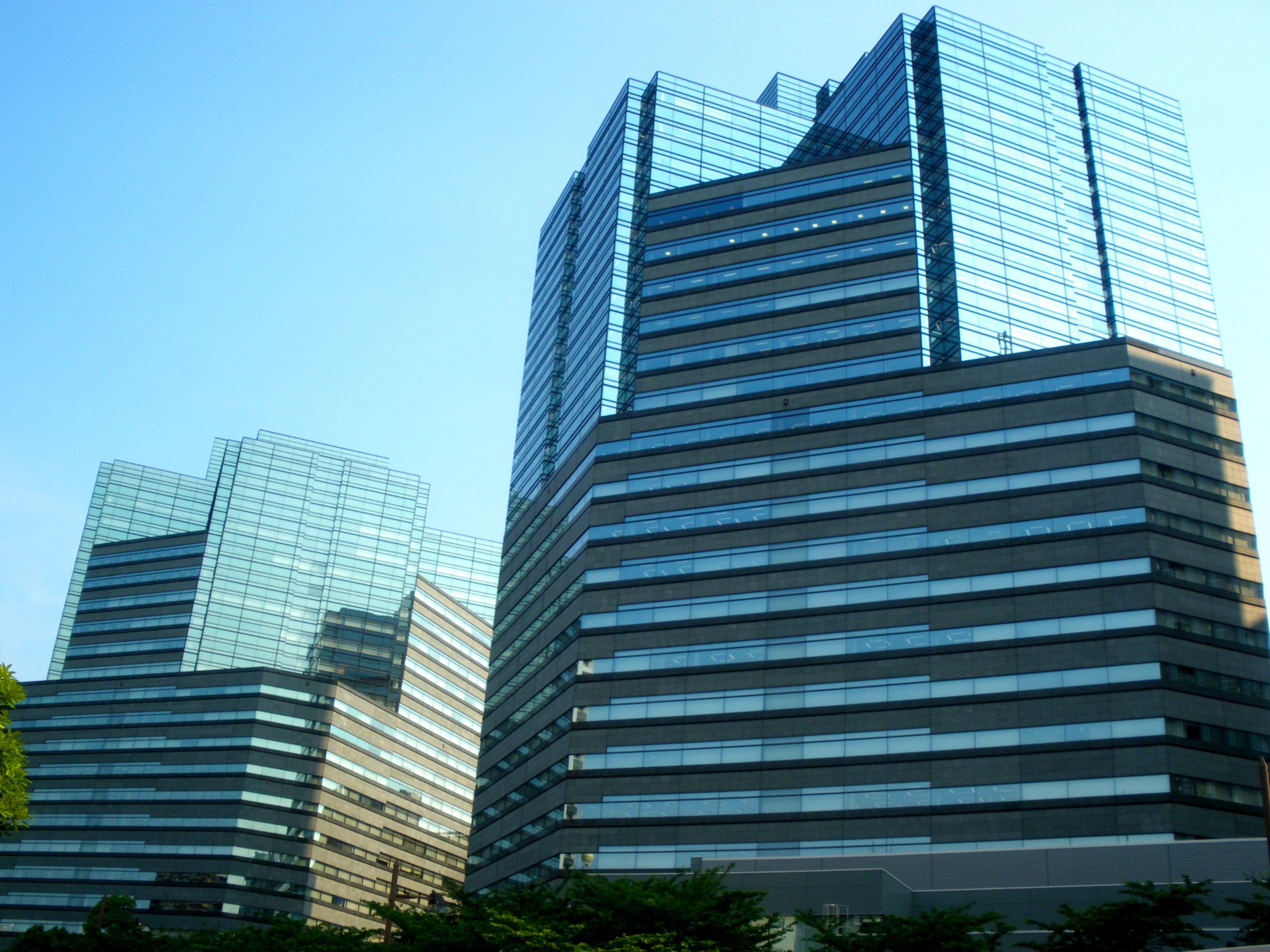
本社や親会社富士電機ホールディングスが入居するゲートシティ大崎イーストタワー（左側）

富士電機システムズ株式会社（ふじでんきシステムズ、英文社名：Fuji Electric Systems Co.,Ltd）は、過去に存在した富士電機グループの中核事業会社の一つで電力・産業システムや半導体などの電子デバイスを製造・設置する企業である。
2011年4月1日付で親会社の富士電機ホールディングス株式会社（同日付で「富士電機株式会社」に商号変更）に吸収合併され、消滅した。

## 概要
富士電機グループにおける電機システム及び電子デバイスの2部門で中核を成していた。2010年4月に部門再編が実施され、富士電機グループとして最注力する「エネルギー・環境」事業（ソリューション分野の2部門及びプロダクト分野の半導体部門）の（単独での）中核事業者となっていた。
グループの中では最大の売り上げを誇っていた。
また、他の中核企業での事業再編の受け皿となったり、複数の事業において子会社を統合し営業・製造能力を一元化するなど、中核企業の中でも変動が激しくかつ確実にグループ内での存在感を高めていた企業もあったが、2011年4月をもって、ホールディングスに吸収合併されて「富士電機株式会社」として名実共に富士電機グループの中心となった。
特に現商号になってから、二度の「新生」を果たして、規模が急激に拡大した。一度目は、持株会社体制成立による富士電機 電機システムカンパニーを吸収分割での継承による中核事業会社化。二度目は、2008年7月の旧富士電機機器制御とのシステム機器部門・電源営業部門の統合による電機システム部門と機器・制御部門の統合である。

## 展開している事業
- エネルギーソリューション
  - 発電プラント
- グリッドソリューション
  - エネルギーマネージメント、WHM（電力量計・電力管理用機器）[注釈 5]、放射線システム、系統・配電システム[注釈 5]、コントローラ[注釈 5]、サービス
- 産業用ソリューション
  - 計測・センサー、パワエレ・プラント
  - 施設電機
- 輸送ソリューション
  - 駆動制御[注釈 5]、車両・特機、交通
- 社会ソリューション
  - 電源[注釈 5]、情報・制御システム、クリーンルーム、コールドチェーン機器[注釈 6]
- 半導体[注釈 7]
- 感光体[注釈 7]

## 主力製品分野
- 太陽電池（エネルギーマネージメント、熊本工場）
公共・産業向け（セル・モジュールを材料として住宅用など一般向け製品を製造している企業は存在）
- 地熱発電（発電プラント、川崎工場）
主に海外向け
- パワー半導体（半導体、松本製作所・子会社富士電機パワーセミコンダクタ株式会社）
旧 富士電機デバイステクノロジーの事業
- スマートグリッド・スマートメーター（WHM、子会社GE富士電機メーター株式会社）
富士通・GEと提携し事業拡大中

## 主要事業所
※印で注釈しているのは、現在の施設名称（品川・安曇野を除く）。特に記載がない場合は、名称を変更せずに継承されている。
- 本社 - 東京都品川区大崎1丁目11番2号　ゲートシティ大崎イーストタワー
- 本社品川事務所 - 東京都港区港南2-4-13　スターゼン品川ビル ※ 撤退（代わりに神田事務所[注釈 8]を開設）
- 東京工場 - 東京都日野市。現・東京事業所
- 川崎工場 - 神奈川県川崎市（富士電機創業の地）
- 千葉工場 - 千葉県市原市
- 神戸工場 - 兵庫県神戸市
- 熊本工場[注釈 9] - 熊本県玉名郡南関町。のちに売却され、現・ニュージーランドZinniaTek Limited子会社FWAVE工場
- 吹上工場[注釈 10] - 埼玉県鴻巣市
- 安曇野工場[注釈 11] - 長野県安曇野市。現・GE富士電機メーター工場
- 鈴鹿製作所[注釈 12] - 三重県鈴鹿市。現・鈴鹿工場
- 松本製作所[注釈 13] - 長野県松本市。現・松本工場
- 松本テクニカルセンター[注釈 14] - 長野県松本市。現在は閉鎖済[注釈 15]
- 筑波テクニカルセンター（現・筑波事業所）[注釈 16] - 茨城県稲敷郡阿見町

他、営業拠点が全国各地に所在する。

## 沿革
- 1965年12月 - 富士電機エンジニアリング株式会社を設立。
- 1979年3月 - 富士電機商事株式会社を設立。
- 2001年7月 - 富士電エンジ株式会社[注釈 17]と富士電機商事及び富士電機の産業システム部門を再編統合し、富士電機システムズ株式会社を設立。
- 2003年
  - 4月 - 富士電機のプラント部門を移管
  - 10月 - 富士電機グループによる純粋持株会社化に伴い、電機システムカンパニーの吸収分割を受け、電機システム部門の中核事業会社に指名される。
- 2006年6月 - 東京大学先端科学技術研究センターと産学連携し、7月に「東大FESラボ」を設立（2009年9月に提携先がホールディングスに移管となり、現在は「東大富士電機ラボ」）
- 2007年4月1日 - 主力事業の一つであった水環境事業を富士電機水環境システムズ株式会社として分社。なお、同社は2008年4月1日に、日本碍子の水環境事業を分社した株式会社NGK水環境システムズと合併[注釈 18]し、メタウォーター株式会社となった[注釈 19]。
- 2008年7月 - 富士電機機器制御株式会社のシステム機器事業部門および電源営業部門と事業統合し、新生「富士電機システムズ」となる。代表取締役社長には、富士電機機器制御代表取締役社長であった白倉三德が就任。電機システム部門に機器・制御部門が統合され、規模が大幅に拡大する。
- 2009年
  - 3月 - 富士電機アセッツマネジメント株式会社[注釈 20]を吸収合併
  - 4月 - 富士電機モータ株式会社を吸収合併[注釈 21]
  - 7月 - 富士電機デバイステクノロジー株式会社の半導体営業部門及び富士電機EIC株式会社・西日本富士電機株式会社・中部富士電機株式会社・九州富士電機株式会社・東北富士電機株式会社を統合・合併し、営業機能を集約
    - 富士電機テクニカ株式会社[注釈 22]を富士電機機器制御に移管
    - 海外市場における鉄道車輌用電機品に関して、東洋電機製造株式会社と業務提携

  - 10月 - 富士電機デバイステクノロジーの半導体事業及び感光体事業を統合
    - 富士電機E&C株式会社（存続会社）・富士電機総設株式会社が、古河総合設備株式会社（古河電気工業の子会社）と合併し、富士古河E&C株式会社を設立
    - 常務取締役伊藤文夫を富士電機機器制御代表取締役社長に就任させる[注釈 23]。
- 2010年
  - 1月 - 富士電機ハイテック株式会社を吸収合併するとともに、TDKグループのTDKラムダ株式会社が行っていた無停電電源装置（UPS）事業を統合し、電源事業を新体制化
  - 4月 - 株式会社大町富士（存続会社）・株式会社北陸富士・株式会社飯山富士の3社を合併させ、パワー半導体製造子会社「富士電機パワーセミコンダクタ株式会社」を新設
    - 富士電機リテイルシステムズ株式会社のコールドチェーン機器事業を統合
    - 富士電機グループのセグメント再編により、再編後のソリューション：エネルギーソリューション部門・環境ソリューション部門及びプロダクト：半導体部門の中核事業会社に指名され、グループで最注力する「エネルギー・環境」分野の中心に位置する事業会社となる[注釈 24]。
    - 富士電機計測機器株式会社を吸収合併
- 2011年
  - 2月 - 株式会社安曇富士（同日付で吸収合併）と共にメーター（スマートメーター）開発製造販売子会社「GE富士電機メーター株式会社」を設立、同日付でゼネラル・エレクトリックとの合弁会社とする
  - 4月 - 富士電機ホールディングスに吸収合併され、消滅

## 主要関係会社

### 国内グループ企業
- 富士電機FAサービス株式会社[注釈 25]
- 富士電機ハイテック株式会社
- 富士アイティ株式会社
- 富士電機ITソリューション株式会社
- 富士電機計測機器株式会社
- 富士電機インスツルメンツ株式会社[注釈 26]
- 旭計器株式会社
- 株式会社安曇富士[注釈 27]
- 発紘電機株式会社
- 富士電機サーモシステムズ株式会社
- 富士電機千葉テック株式会社
- 株式会社茨城富士
- 鳥取電機製造株式会社
- 富士古河E&C株式会社
- 富士電機パワーセミコンダクタ株式会社[注釈 28]
- 富士電機メーター株式会社[注釈 29]

### 海外グループ企業
- 無錫富士電機社
- 富士電機馬達（大連）社
- 亜台富士電機社
- 上海富士電機開関社
- 富士電機（上海）社
- 富士国際電子社
- 富士電機半導体マレーシア社
- フィリピン富士電機社
- 富士電機（深圳）社
- 富士電機デバイステクノロジー香港社

## 提携・協力関係企業
富士電機グループ
- 富士電機機器制御 - 電機システム部門のもう一つの中核企業
- 富士電機デバイステクノロジー - 電子デバイス部門のもう一つの中核企業
- 富士電機リテイルシステムズ - リテイルシステム部門のもう一つの中核企業

関連会社
- メタウォーター - 日本ガイシと水環境事業を統合して設立した企業

提携
- 東洋電機製造 - 鉄道関連製品の海外市場における業務提携をしていた（2011年に提携解消）。その後、同社は同分野に対する日立製作所と提携。さらに産業機器関連でも豊田自動織機と業務資本提携。
- GE - システムズが担っているメーター事業の合弁会社（スマートメーター関連）設立に関する覚書を富士電機ホールディングスが締結。報道によれば、2010年10月の設立を予定しており、製造拠点は安曇野工場になる。
- 富士通 - スマートグリッド関連事業における業務提携検討の覚書を2010年3月にホールディングスとともに交わした。また、システムズは、同社に対して5.43%（112,085千株、退職給付信託を含む）を出資する筆頭株主である。以前は、ホールディングスより少ない出資額であったが、富士通から「平成22年3月31日現在」として公表されている出資比率は現在の額である。

その他
- TDKラムダ - 無停電電源装置類を同社から継承して統合

## テレビ番組
- 日経スペシャル ガイアの夜明け ストレスに負けない!（2005年8月23日、テレビ東京）[3] - 「リハビリ出勤」を取材。